# Puente Capitán Cook
El Puente Capitán Cook (en inglés: Captain Cook Bridge) es uno de los tres principales cruces de carretera del río Georges en Sídney, Australia. Cruza en la desembocadura del río en la bahía Botany.
Los otros dos cruces sobre el río Georges son el Puente Tom Uglys, que abrió sus puertas en 1929 y el puente Alfords Point, que se inauguró en 1973. El puente Tom Uglys conecta Blakehurst con Sylvania. El puente Alfords Point conecta Alfords Point con Padstow Heights.